# Fundació Knight
La Fundació Knight o Fundació John S. i James L. Knight és una organització estatunidenca privada i sense ànim de lucre que té l'objectiu de promoure el periodisme de qualitat, la innovació informativa en l'era digital i la creació de comunitats interconnectades.
Els seus orígens es remunten el 1940 amb la creació de la Knight Memorial Fund, creada com a suport econòmic per a les famílies de l'àrea d'Akron, que no disposaven de recursos per a estudiar. Durant la primera dècada la majoria d'ajudes econòmiques provenien dels diaris Akron Beacon Journal i Miami Herald. A finals de 1950 l'organització es va convertir en la Knight Foundation a l'estat d'Ohio, i el 1993 va passar a ser la John S. and James L. Knight Foundation a Florida.
A finals de la dècada dels 80 l'activitat de la fundació va créixer molt, i els seus membres van decidir per votació traslladar el centre d'Akron, Ohio a Miami, Florida.

## Programes
La tasca de finançament i ajuda econòmica s'estructura en tres eixos: les ajudes en innovació periodística, les ajudes en iniciatives comunitàries i nacionals, i les ajudes en l'art.
Les comunitats que van formar part dels diaris dirigits per l'últim dels germans Knight tenen prioritat a ser finançades en els programes de comunitats i art.
Actualment hi ha 8 comunitats estatunidenques que disposen d'un director que esdevé el punt principal de contacte per al finançament:
- Akron, Ohio
- Charlotte, Carolina del Nord
- Detroit, Michigan
- Macon, Geòrgia
- Miami, Florida
- Filadèlfia, Pennsilvània
- Saint Paul, Minnesota
- San Jose, Califòrnia

18 comunitats disposen d'organitzacions o col·lectius encarregats de gestionar els fons d'ajuda de la Knight Foundation:
- Aberdeen, Dakota del Sud
- Biloxi, Mississippi
- Boulder, Colorado
- Bradenton, Florida
- Columbia, Carolina del Sud
- Columbus, Geòrgia
- Duluth, Minnesota
- Fort Wayne, Indiana
- Gary, Indiana
- Grand Forks, Dakota del Nord
- Lexington, Kentucky
- Long Beach, Califòrnia
- Milledgeville, Geòrgia
- Myrtle Beach, Carolina del Sud
- Palm Beach County, Florida
- State College, Pennsilvània
- Tallahassee, Florida
- Wichita, Kansas

## Subvencions
Tot individu o organització establerta als Estats Units d'Amèrica pot sol·licitar una beca o ajuda financera. El procés per demanar-la comença amb una carta d'interès o letter of inquiry sobre el projecte que es vol desenvolupar. A més de les ajudes habituals de la Knight Foundation, també hi ha subvencions específiques com les de Knight News Challenge, Knight Arts Challenge i Knight Community Information Challenge. A diferència de les altres subvencions, la Knight News Challenge accepta sol·licitants d'arreu del món.